# Алтер Есселін
Алтер Есселін (їд. אלטער עסעלין, при народженні Орке Серебреник, нар. 23 квітня 1889, Чернігів, Чернігівська губернія, Російська імперія — пом. 22 листопада 1974, Мілвокі, Вісконсин, США) — єврейсько-американський поет, який писав мовою  їдиш. За п’ятдесят років свого життя він написав і опублікував кілька сотень віршів у таких виданнях, як Di goldene keyt, Di veg, Kundus, The Zukunft або Di Tsukunft (Майбутнє) та багатьох інших.
Його роботи обговорюються в «Історії літератури на їдиш» Сола Ліпціна і включені в Нахмана Майзела America in Yiddishen Vort.
Алтер опублікував три книги поезій. Першу - Кнойтн (Кендлвікс) у 1927 році; другу - Unter der last (Під ярмом), у 1936 році  і третю, Lider fun a mdbarnik (Пісні відлюдника) у 1954 р. У 1955 році Єврейська книжкова рада за ці книги присудила йому премію Гаррі Ковнера як найкращу збірку поезії на їдиш:5
Довгий вірш Есселіна «Пролетар» був опублікований у номері лівої газети «Morgen Freiheit» від 12 липня 1924 року, а в номері 19 січня 1925 року редактор Муассе Жозеф Ольгін оголосив, що вірш Есселіна отримав перше місце. у міжнародному конкурсі Freiheit.:5
Есселін отримав інше визнання. У 1954 році видатний їдиш-критик О. Рапапорт написав статтю про Есселіна в журналі «Di Tsukunft» під назвою «dos vort is lebedik (Слово живе)», в якій схвалив унікальний поетичний голос Есселіна, гірко-солодкий голос який, за словами Рапапорта, виник із його зусиль подолати страждання.
У жовтні 1969 року Есселін з'явився в щотижневій телевізійній програмі «Люди книги», присвяченій єврейській культурі на WTMJ, Мілвокі, в якій Есселін читає як ідиш, так і англійську версії свого вірша «Елегія для дерева», читає вірш «Утіха приходить пізно» та згадує своє життя як поета.

## Біографія
Формальна освіта Есселіна закінчилася зі смертю його батька, коли йому було десять років, і ця подія мала вплив на все життя. Його мати, залишившись з чотирма маленькими дітьми, неохоче відправила Орке, старшого, на роботу — відслужити п’ятирічний стаж у столярі — професії, якою він займався до кінця свого життя.
Через відсутність шкільної освіти він став пристрасним самодидактом — пристрасть, яка посилювалася його відданістю написанню віршів.
Есселін приїхав до США п’ятнадцятирічним хлопчиком у 1904 році, але дядько, який, як очікувалося, буде його спонсором (брат його матері), помер, коли Есселін був у дорозі, а інші родичі не були співчутливими. Він вступив до Спілки столярів під іменем Артур (на честь піаніста Артура Рубінштейна) і прізвищем Соломон (наймудріший). Пізніше, коли він почав писати вірші, він взяв ім’я Альтер Есселін. (Alter — старий) у дотриманні звичаю серед євреїв-ашкеназі перейменовувати найстаршого сина, що вижив, у разі ранньої смерті батька, щоб попросити Ангела Смерті більше не турбувати сім'ю; та Есселін, використовуючи приголосні слова Соломон.
Після розриву юнацького шлюбу Есселін став столяром, який деякий час працював в одному місті за іншим, поки не заощадив достатньо, щоб протриматися кілька тижнів, а потім залишився в орендованій кімнаті, щоб поласувати книжками з бібліотеки. Протягом наступних кількох років він поринув у тодішній жвавий світ поезії на ідиш в Америці. Він захопився поезією Мойше-Лейба Гальперна, чий меланхолійний, трагічний голос сильно промовляв до нього, а згодом Гальперн став його наставником.
Есселін почав власноруч складати вірші, але, як не дивно, його перша публікація була польською. На деякий час він оселився в Кантоні, штат Огайо, і з ним подружилася молода єврейка, іммігрантка з Польщі. Коли він показав їй написаний ним вірш «Di fodim fun gloibn» («Нитка віри»), вона була настільки захоплена ним, що наполягла на перекладі його польською мовою і опублікувала його в місцевій газеті, яка висвітлювала польсько-єврейську громаду.:5
Це настільки підбадьорило його, що він надіслав кілька віршів до детройтської ідиш-газети Der veg (Єврейський шлях). Коли другий вірш з’явився у газеті, він супроводжувався повідомленням редактора в коробці, в якому говорилося, що він розглядає поезію Есселіна як появу нової літературної зірки і сподівається, що зірка сяятиме ще довго.
Есселін переїхав до Чикаго і прожив там кілька років, ставши активним членом чиказького літературного світу на ідиш, і там зустрів свою другу дружину Беккі. Через рік-два вони переїхали до Лос-Анджелеса і прожили там до 1925 року.
У 1926 році Есселін та його сім'я переїхали до Мілвокі, штат Вісконсин, де він провів решту свого життя, працюючи теслею вдень і складаючи вірші вночі... хоча, якби йому прийшла ідея на роботі, він би записуйте це під час обідньої перерви.
Поезія Есселіна часто торкалася тем, які вважаються хворобливими та песимістичними... самотності, укусу сумління, лиха бідності... тем, які випливали безпосередньо з його життєвого досвіду. Коли його син Джозеф одного разу запитав його, чому він обрав такі темні теми, він відповів, що коли він почав писати вірші, він запитав себе, про що йому писати, і відповідь була проста: писати про теми, які його найбільше хвилювали. — щоб кинути виклик їм, а отже, подолати їх.
У своїй другій книзі «Unter der last»:68 У Есселіна є одна зі своїх найбільш зворушливих поем, Malach Guter (Милостивий ангел),  присвячена своєму наставнику Мойше-Лейбу Гальперну, в якій він заявляє, що дух великого поета не втихає, тому що є міст — його поезія — над яким благодатний ангел здатний повернути дух поета до життя.
22 квітня 1969 року «Форвард» (Forverts) опублікував статтю Іцока Перлова «На честь вісімдесятиріччя Альтера Есселіна», в якій детально висвітлювалися події його кар’єри та викликали промовистий гірко-солодкий тон його поезії.
Раніше в 1969 році Джейкоб Глатштейн у Der Tag Yiddish Journal високо оцінив публікацію перекладів англійською мовою — співпрацю Есселіна з його сином Джозефом — у формі книги, як гідну данину досягненням Есселіна.
Протягом усього життя Есселіна його творчість була схвально оцінена головними критиками на ідиш, але його пам’ятають і після його смерті. Через тридцять років після смерті Михайло Крутіков написав ретроспективну статтю в «Вперед» (Forverts), розповідаючи про життя Есселіна та оспівуючи його унікальний поетичний голос.
Поезію Есселіна на їдиш перекладали англійською як його син Джозеф , та інші перекладачі.
Архів Альтера Есселіна знаходиться у відділі юдаїки Бібліотеки Widener Гарвардського університету.